# Cyperus pustulatus
Cyperus pustulatus là loài thực vật có hoa trong họ Cói. Loài này được Vahl mô tả khoa học đầu tiên năm 1805.